# معاهد العبور
معاهد، أكاديمية مصرية مقرها الكيلو 21 طريق بلبيس الصحراوى، أنشئت بموجب قرار وزارة التعليم العالي سنة 1999. ،وقد حصلت مؤخرا على الاعتماد من الهيئة القومية للاعتماد والجودة المصرية وهي بذلك تعتبر رابع معهد خاص يتم اعتمادة والمعهد الوحيد المنضم إلى اتحاد الجامعات العربية .

## المعاهد
تضم معاهد العبور عدد 2 من المعاهد العليا:
- معهد العالي للإدارة والحاسبات ونظم المعلومات 1999؛ منذ 26 سنوات
- المعهد العالي للهندسة والتكنولوجيا 2008؛ منذ 17 سنوات